# Wilhelm von Jonquières
Wilhelm Carl Arthur von Jonquières (* 23. Februar 1857 in Nienhagen; † 14. November 1931 in Berlin-Charlottenburg) war ein deutscher Jurist und Ministerialbeamter.

## Leben

### Herkunft
Wilhelm von Jonquières war das dritte von vier Kindern des Forstmeisters Wilhelm Otto von Jonquières (1819–1891) und dessen Ehefrau Charlotte, geborene von Hinüber (1826–1897). Sie war eine Tochter aus der ersten Ehe des späteren königlich hannoverschen Justizrat Justus von Hinüber (1798–1842).

### Werdegang
Wilhelm von Jonquières besuchte ein Gymnasium in Frankfurt (Oder). Nach Ende seiner Schulzeit studierte er Rechts- und Staatswissenschaften an den Universitäten in Heidelberg, München und Berlin.
1879 wurde er Referendar beim Kammergericht, Stadtgericht und Landgericht in Berlin. Zwei Jahre später kam er in gleicher Position zur Regierung nach Frankfurt (Oder) und war zeitgleich im Landratsamt Crossen. 1883 legte er die Staatsprüfung für den höheren Verwaltungsdienst ab und kam als Regierungsassessor nach Schleswig. 1885 erfolgte seine Zuordnung zum Reichsamt des Innern. Er wurde kommissarischer Hilfsarbeiter (1886), ständiger Hilfsarbeiter und Geheimer Regierungsrat. Hier war er von 1895 bis 1904 als Geheimer Oberregierungsrat Referent für Fragen der Handels-, Seeschifffahrt und Hochseefischerei. 1905 erfolgte seine Ernennung zum Direktor (Rat I. Klasse). Von 1905 bis 1918 war er stellvertretender Bevollmächtigter zum Bundesrat.
Für sein Wirken hatte ihn Wilhelm II. 1909 mit dem Stern zum Roten Adlerorden 2. Klasse mit Eichenlaub und 1918 mit dem Kronen-Orden I. Klasse ausgezeichnet. Zudem erhielt Jonquières 1914 den Titel eines Wirklichen Geheimer Rats mit dem Prädikat Exzellenz.
1917 kam er als Direktor an das Reichswirtschaftsamt und war hier für Fragen des Verkehrswesens, insbesondere der Seeschifffahrt verantwortlich.
Von 1919 bis 1922 war er als Ministerialdirektor im Reichswirtschaftsministerium und war dort u. a. Leiter der Abteilung III (Beamten- und Angestelltensachen, Versicherungswesen, Reichswirtschaftsgericht) und zusätzlich später noch im Reichsministerium für Wiederaufbau.
Ab 1898 war er bis 1922 Vorsitzender der Technischen Kommission für Seeschifffahrt und von 1899 bis 1902 Mitglied des Bundesamtes für das Heimatwesen. 1903/04 war er Direktor der Normal-Eichungskommission gewesen. Nach dem Krieg 1918 war er kurz Vorsitzender des Reichsausschusses für den Wiederaufbau der Handelsflotte. Mit der Einrichtung 1923 war er bis zu seinem Tod 1923 Vorsitzender des Reichsausschusses für Ärzte und Krankenkassen. In dieser Funktion war er an der Ausgestaltung und Weiterentwicklung des Kassenarztrechtes eingebunden. Er war Mitglied der gesetzlosen Gesellschaft zu Berlin.

### Familie
In Hamburg heiratete er am 22. September 1891 Elsa Patow (1870–1931). Aus der Ehe gingen die drei Söhne Wilhelm (* 1894), Gerhard (1896–1915) und Franz-Ulrich (1900–1919) hervor.